# اتهام نادانی
مغالطهٔ اتهام نادانی یا مغالطه «هر بچهٔ مدرسه‌ای می‌داند» از مغالطه‌های «ادعای بدون استدلال» است و زمانی رخ می‌دهد که فرد به جای اثبات و استدلال، مسئله را بدیهی و واضح در نظر بگیرد و با ایجاد شرم و احساس ترس که هرکس قبول ندارد نادان است، راه مخالفت را برای مخاطب می‌بندد.

## مثال
1. هر بچه مدرسه‌ای می‌داند که عادت کردن انسان به هر چیزی مانع رشد و تکامل اوست.
2. این یک حساب دو دو تا چهارتا است و هر کودکی آن را درک می‌کند که وقتی جامعه با تورم شدید رو به رو است دولت باید آزادی بیشتری به مردم و مطبوعات بدهد و نسبت به آنها سخت نگیرد.
3. این حقایق را به عنوان امر بدیهی تلقی می‌کنیم و نیازی به اثبات آنها نمی‌بینیم.
4. هر کس با این نکته مخالفت کند، نادان است.